# Boureni (gmina Balș)
Boureni – wieś w Rumunii, w okręgu Jassy, w gminie Balș. W 2011 roku liczyła 1645 mieszkańców.